# Boca del Infierno
La boca del Infierno es un desfiladero existente en el embalse de Entrepeñas, cerca de la presa del pantano, entre dos elevaciones rocosas, el alto de San Julián y el Castillejo, en el término municipal de Sacedón (Guadalajara, España). Supone dos paredes verticales de casi cien metros de altura hasta la base del pantano. Antes de la construcción del embalse, en la base de la Boca del Infierno se encontraba el antiguo Molino del Prao, usado para producir electricidad para abastecimiento de la comarca.

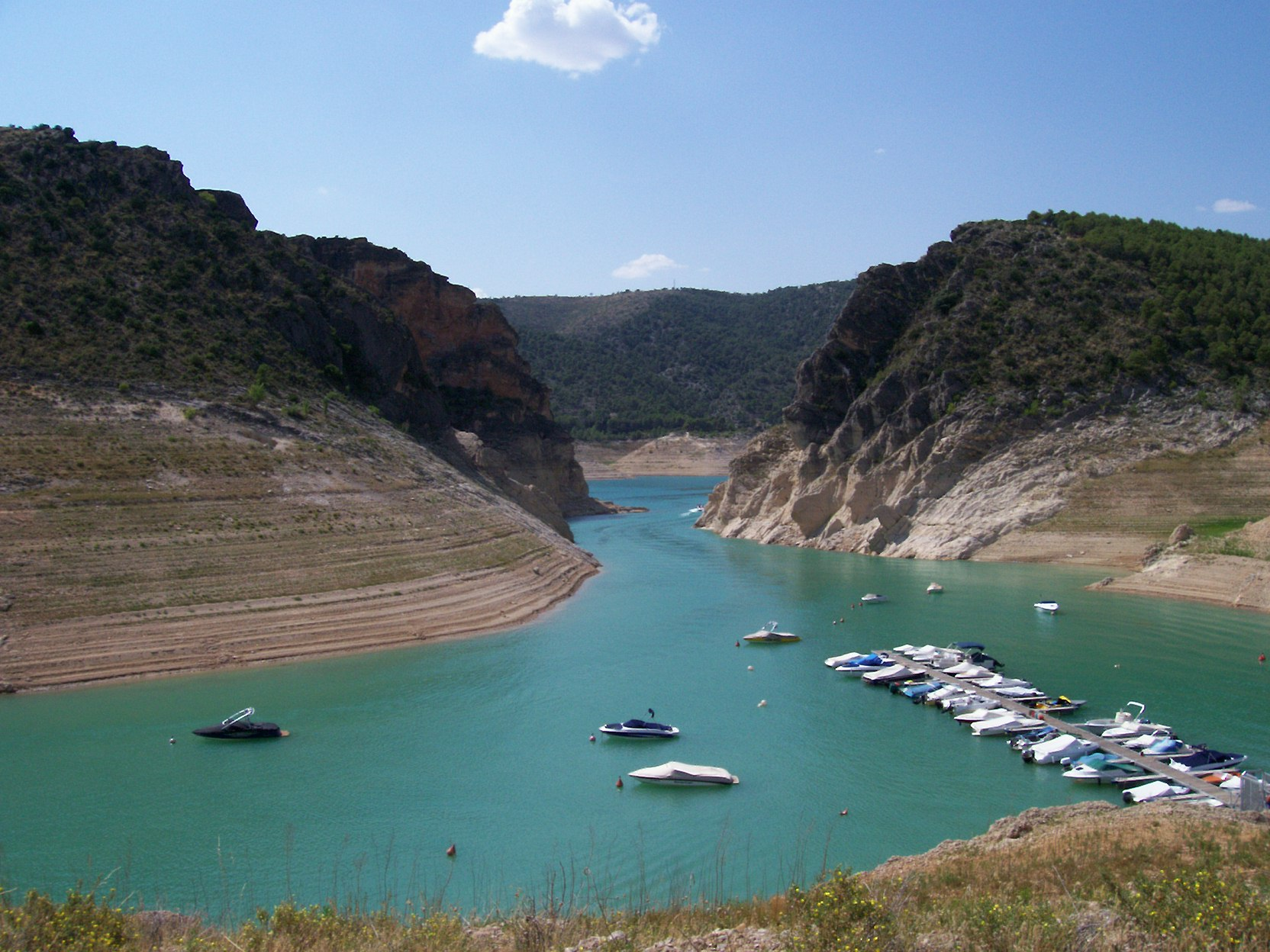
La Boca del Infierno desde el embarcadero de Sacedón.

- Datos: Q5730947